# 强生婴儿
强生婴儿（英語：Johnson's Baby）是美国强生公司的婴儿护理类品牌。

## 历史
1893年，强生婴儿爽身粉面世，产品线包括洗发露、洗衣液、润肤油、沐浴露和香皂等。

## 产品

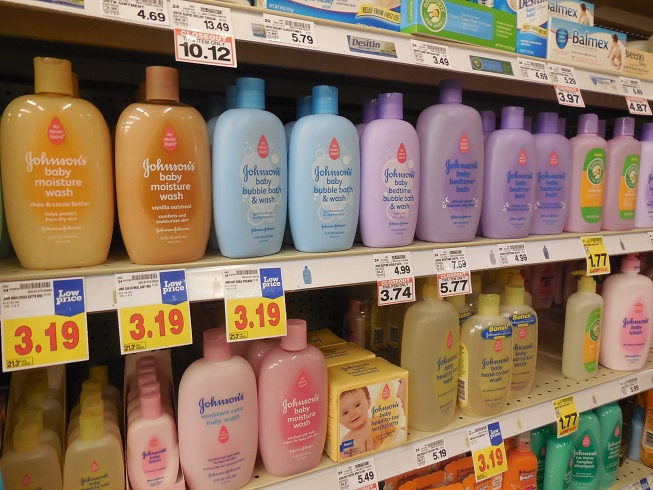
强生婴儿产品
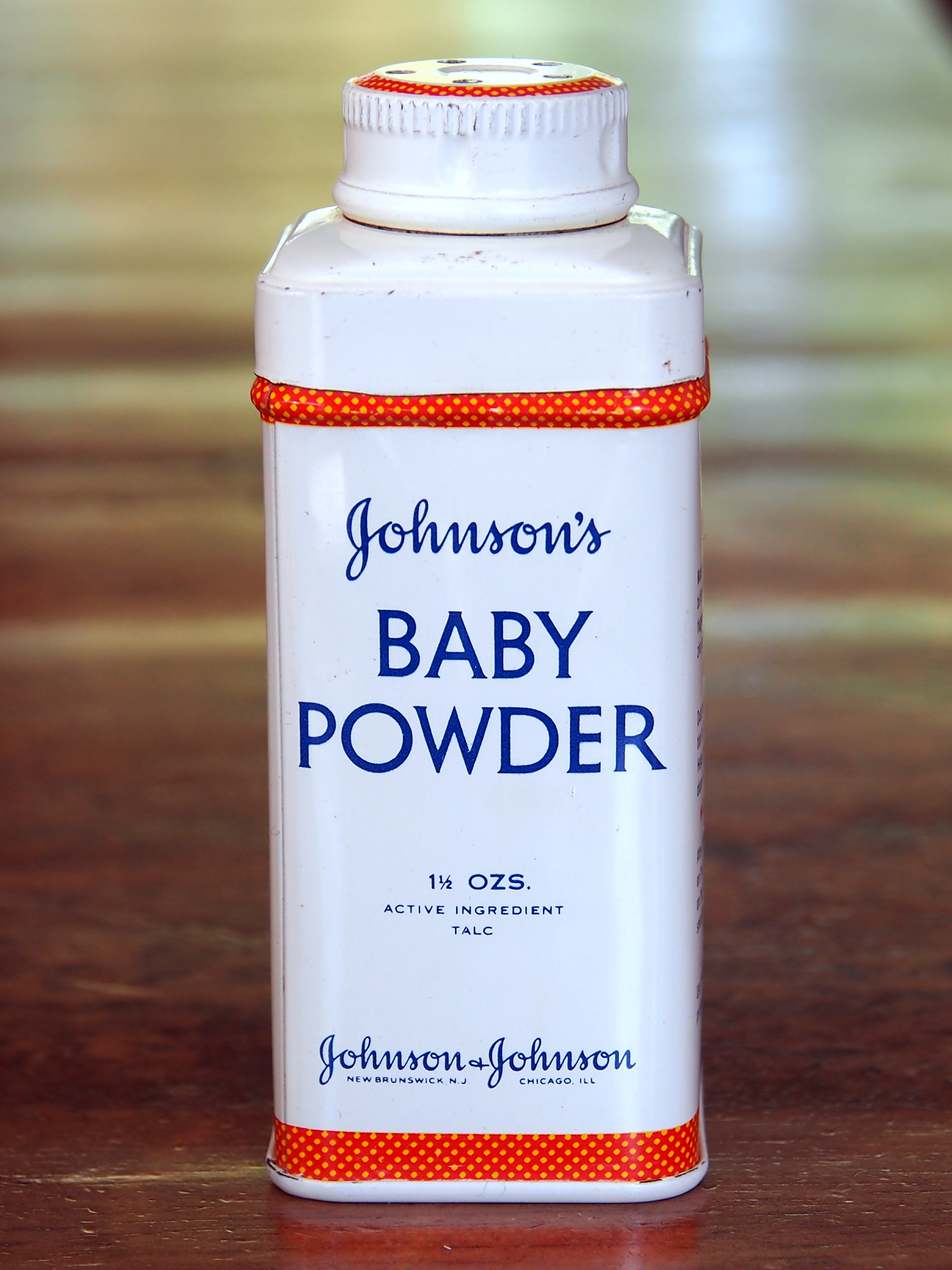
强生婴儿爽身粉
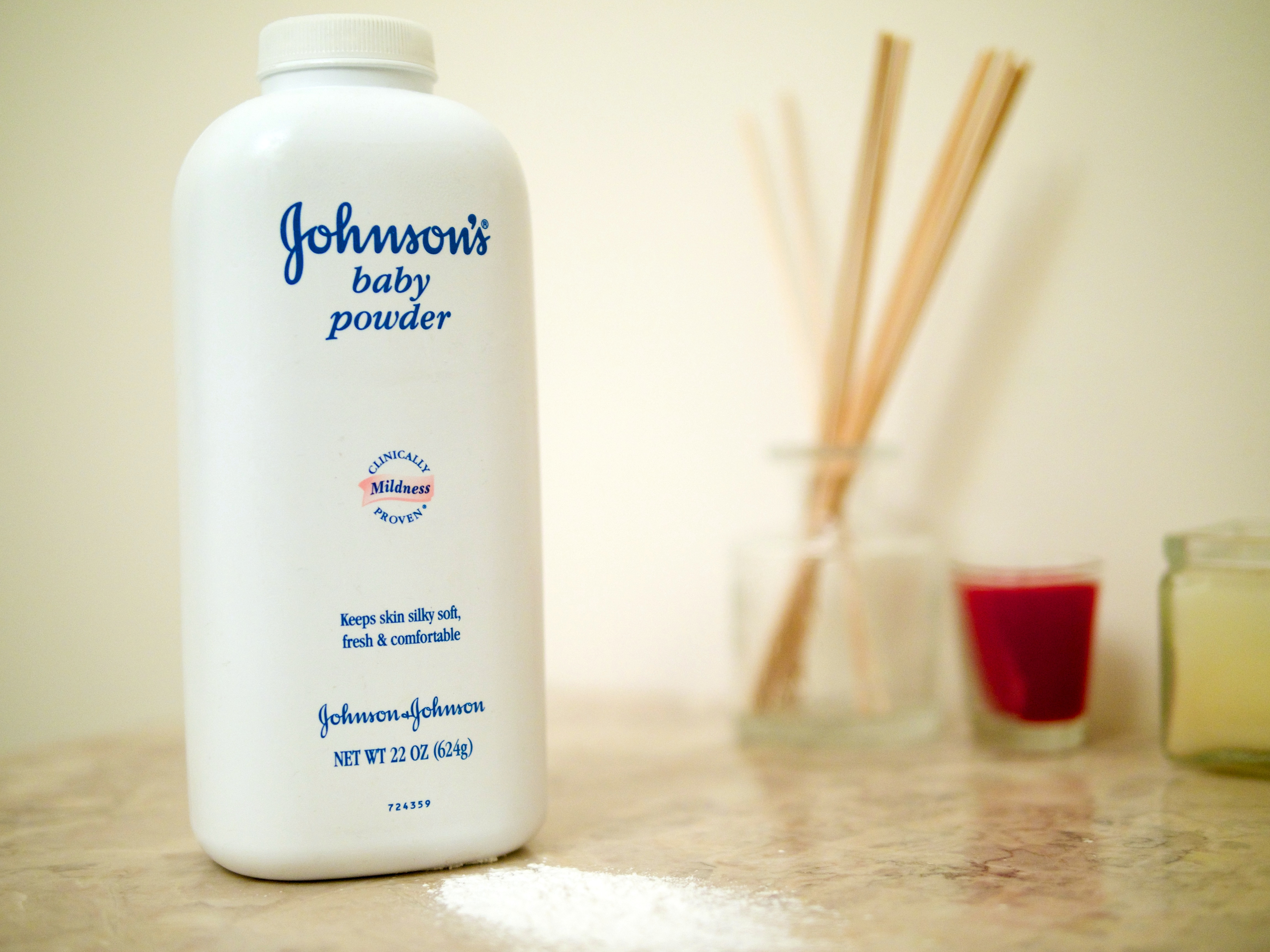
强生婴儿爽身粉